# Petiduran Baru
Petiduran Baru is een bestuurslaag in het regentschap Sarolangun van de provincie Jambi, Indonesië. Petiduran Baru telt 1981 inwoners (volkstelling 2010).